# Канал 1 (Турция)
„Канал 1“ (на турски: Kanal 1) е телевизионен канал в Турция, собственост на Ciner Yayın Holding. Създаден на 3 май 2005 г. на мястото на Merkez TV (MTV), като до 27 март 2006 г. излъчва тематични предавания, а след това стартира излъчване и в национален мащаб. През 2007 г. TMSF връща собствеността на „Канал 1“ на Ciner Yayın Holding. През 2007 г. са извършени промени в канала. На 27 януари 2010 г. каналът спира излъчването си по кабел и сателит. На 28 февруари 2025 г. каналът отново стартира излъчване, като тестово излъчване.
Каналът от 1 септември 2025 г. отново ще се излъчва по кабел и сателит.